# PXMP4
PXMP4‏ (Peroxisomal membrane protein 4) هوَ بروتين يُشَفر بواسطة جين PXMP4 في الإنسان.